# Наблус (провинция)
На́блус (араб. محافظة نابلس‎) — одна из 16 провинций Государства Палестина.
Административный центр — город Наблус, располагается между горами Гризим и Эбаль, в 53 км к северу от Иерусалима. Является самым большим городом на Западном берегу реки Иордан. Согласно переписи 2017 года, в провинции проживает 388 321 жителей.
В ходе Арабо-израильской войны 1947—1949 годов Наблус был оккупирован Трансиорданией, а в результате Шестидневной войны (1967) — Израилем. Наблус является столицей исторической области.

## Муниципалитеты

### Города
- Наблус
- Акраба
- Асира эш-шамалия
- Беита
- Хувара
- Джамаин
- Кабалан
- Сабастия
- Бейт-Фурик

### Деревни
- Асира-эль-Киблия
- Азмут
- Аварта
- Аль-Бадчан
- Балата аль-балат
- Бейт-Даджан
- Бейт-Хасан
- Бейт-Иба
- Бейт-Имрин
- Бейт-Вазан
- Базария
- Бурин
- Бурка
- Деир ал-Хатаб
- Дейр-Шараф
- Дума
- Эинабус[англ.]
- Фуруш бейт-Даджан
- Иджнисиния
- Джуриш
- Кафр-Калиль
- Аль-лубан аш-Шаркия
- Мадждал-Бани-Фадил
- Рас-ан-Накура
- Ан-Насерия
- Одала
- Осарин
- карьют
- Кусин
- Кусра
- Руджеиб
- Салим
- Сарра
- Ас-Савия
- Талфит
- Таллуза
- Тель
- Уриф
- Янун
- Ясид
- Ятма
- Завата
- Зеита Джамаин

## Лагеря беженцев
- Аскар[англ.]
- Балата (Наблус)
- Ейн Нейт аль-Ма[англ.]